# Die List und Tücke der Frauen
Die List und Tücke der Frauen, auch Vom König, seinem Sohn, seiner Sklavin und seinen sieben Wesiren, ist eine der Geschichten aus Tausendundeiner Nacht. In der Arabian Nights Encyclopedia wird sie als ANE 181 gelistet. Sie stellt die Rahmenhandlung für 27 weitere Kurzgeschichten (ANE 182 bis ANE 208) dar.
In der Geschichte lehnt ein Prinz die romantischen Avancen einer Sklavin ab, woraufhin diese ihn der versuchten Vergewaltigung beschuldigt und seinen Tod fordert. Zwischen den Wesiren des Königs und der Sklavin entspannt sich ein Wettstreit um das Leben des Prinzen mittels Anekdoten.

## Handlung

### Handlung nach der Kalkutta II-Edition
Einst lebte vor langer Zeit ein mächtiger König, der über ein großes Reich, Soldaten und Hab und Gut verfügte. Verwehrt blieb lange jedoch ein Sohn, bis seine Gattin schließlich schwanger wurde und doch noch einen männlichen Erben zur Welt brachte. Der Knabe wuchs heran und wurde von einem weisen Gelehrten namens Sindbad in den Künsten des Geistes und von Rittern in den Künsten des Kampfes unterrichtet. Eines Tages jedoch besagte das Horoskop des Prinzen, dass er sterben müsse, wenn er in den nächsten sieben Tagen auch nur ein einziges Wort rede.
Daraufhin begab sich der Prinz in Abgeschiedenheit und der König wies eine seiner vertrauten Sklavinnen an – das schönste aller seiner Mädchen – dass sie sich mit seinem Sohn in einen Palast begebe, wo er sieben Tage verweilen sollte. Nun war aber der Prinz ein schöner junger Mann und die Sklavin wurde von Liebe und Leidenschaft überkommen und warf sich auf ihn, um mit ihm zu schlafen. Der Prinz wies sie zornig ab und verkündete, dass er dies seinem Vater erzählen werde, und dass er die Sklavin töten lassen werde; doch konnte und durfte er wegen der Isolationspflicht ab dem folgenden Tage ja nicht mit seinem Vater reden. Daraufhin eilte die Sklavin zu ihrem Herrn, dem König, und beschuldigte den Prinzen, dass er sie vergewaltigen wollte und umzubringen drohte. Der König war über die vermeintliche Untat seines Sohnes so erzürnt, dass er seine sieben Wesire zusammenrief und den Prinzen hinzurichten befahl. Die Wesire schritten jedoch ein, da sie fürchten, dass der König nicht nur im Unrecht war, sondern einer List und Tücke der Frauen erlag.
Daraufhin begann der erste Wesir die Geschichte Der König und die Frau seines Wesirs (ANE 182) zu erzählen, gefolgt von der Geschichte Der Kaufmann, seine Frau und der Papagei (ANE 183), die er als Beispiele für die List und Tücke der Frauen darlegte. Dies überzeugte den König und er widerrief den Befehl. Am nächsten Tag kam die Sklavin wieder zum König und klagte über dessen vermeintlich ungerechtes Urteil. Sie erzählte ihm daraufhin die Geschichte Vom Walker und seinem Sohn (ANE 184), um mit einem Gleichnis dem König zu verdeutlichen, dass er nicht nur seinen Sohn, sondern auch sich selbst ins Unglück stürzen werde, wenn er unrecht handle. Nun ging sie zum Gegenangriff über und erzählte dem König zur Darlegung der List und Tücke der Männer die Geschichte Vom Schurken und der keuschen Frau (ANE 185).
Es gelang der Sklavin, den König in seinem Urteil umzustimmen, der nun wieder die Hinrichtung seines Sohnes befahl. Nun trat der zweite Wesir vor und warnte mit der Geschichte Von dem Geizigen und den beiden Broten (ANE 186) vor einem vorschnellen Urteil. Nun trug auch der zweite Wesir eine Geschichte über die List und Tücke der Frauen vor, die Geschichte Von der Frau und ihren beiden Liebhabern (ANE 187), und warnte den König, dem Wort der Frauen zu trauen. Daraufhin widerrief der König erneut den Befehl, seinen Sohn zu töten. Die Sklavin ihrerseits kam wieder vor den König und warnte ihn, auf seine Wesire zu hören, was sie mit der Geschichte Der Prinz und der Ghula (ANE 188) untermauerte.
Daraufhin befahl der König wieder seinen Sohn hinzurichten, als der dritte Wesir vortrat und mit der Geschichte Der Honigtropfen (ANE 189) den König davor warnte eine Eskalationsspirale in Gang zu setzen. Anschließend erzählte auch er eine Geschichte über die List und Tücke der Frauen: Die Frau, die ihren Mann Staub sieben ließ (ANE 190). Den König überzeugte dies und wieder widerrief er den Befehl zur Hinrichtung seines Sohnes, als die Sklavin am nächsten Tag wieder vor ihn kam und verkündete, dass Gott ihr ihr Recht geben werde, wie in der Geschichte Die verzauberte Quelle (ANE 191). Daraufhin änderte der König wieder seine Meinung und der vierte Wesir trat vor und warnte den König, eine Entscheidung zu treffen, ohne diese vom Ende her zu bedenken. Er tat dies mit der Geschichte Der Wesirssohn und die Frau des Badehalters (ANE 192). Anschließend erzählte auch er eine Geschichte über die List und Tücke der Frauen; Die Geschichte Von der Frau, die ihren Mann betrügen wollte (ANE 193).
Der König widerrief nun erneut den Befehl, seinen Sohn hinzurichten. Am fünften Tag kam die Sklavin nun erneut vor den König, diesmal mit einem Becher Gift in der Hand und drohte sich selbst umzubringen, wenn man ihr Unrecht antäte. Sie untermauerte ihre Drohung mit der Geschichte Der Goldschmied und die Sängersklavin (ANE 194). Daraufhin änderte der König erneut seine Meinung, bis der fünfte Wesir vortrat und ihn mit der Geschichte Vom Mann, der nie mehr im Leben lachte (ANE 195) vor den Konsequenzen vorschnellen Handelns warnte. Wieder änderte der König seine Meinung.
Am nächsten Tag kam die Sklavin erneut vor den König und klagte ihr Recht ein, wobei sie mit der Der Prinz und die Frau des Kaufmanns (ANE 196) zu belegen suchte, dass Männer listiger und tückischer als Frauen sind. Anschließend erzählte sie die Geschichte Vom Diener, der vorgab die Sprache der Vögel zu verstehen (ANE 197). Danach brach sie in Tränen aus und der König hatte Mitleid mit ihr befahl erneut seinen Sohn zu töten. Nun trat der sechste Wesir heran und nun ebenfalls über die List und Tücke der Frauen zu erzählen begann, nämlich die Geschichten Die Frau und ihre fünf Liebhaber (ANE 198) und Die drei Wünsche (ANE 199). Erneut widerrief der König den Befehl zur Hinrichtung seines Sohnes.
Am siebten Tag kam die Sklavin wieder vor den König. Plötzlich zündete sie schreiend ein Feuer an und wurde rasch von den Wachen bepackt. Sie erklärte, dass sie sich ins Feuer werfen werde, wenn sie nicht ihr Recht bekomme und erklärte dem König, dass er Reue empfinden werde, wie der König in der Geschichte Das gestohlene Halsband (ANE 200). Anschließend erzählte sie über die Reue ebenso die Geschichte von den beiden Tauben (ANE 201). Danach fuhr sie mit dem Leid von Prinzessin al-Datma und Prinz Bahram (ANE 202) fort. Da widerrief der König erneut sein Urteil. Nun trat der siebte Wesir heran und begann seinerseits über die List und Tücke der Frauen zu reden, mit den Geschichten Die alte Frau und der Kaufmannssohn (ANE 203) und Der Prinz und die Geliebte des Dämons (ANE 204). Da widerrief der König wieder seinen Befehl.
Am Morgen des achten Tages kam der Prinz in Begleitung des weisen Sindbad zum König und durfte nun wieder reden. Der König hatte nicht bereut, dass er auf seine Wesire gehört und nicht vorschnell geurteilt hatte. Der König fragte, wo die Schuld gelegen hätte, wenn er seinen Sohn hätte hinrichten lassen, woraufhin dieser eine Geschichte von einer Sklavin erzählte, die einst Krug mit geronnener Milch kaufte. Als sie auf dem Heimweg war, flog ein Raubvogel mit einer Schlange im Schnabel vorbei und ein Tropfen des Schlangengiftes fiel in den Krug. Jeder, der aus dem Krug trank, starb. Das moralische Dilemma der Geschichte auf die Frage nach der Schuld löste der Prinz mit der Antwort, dass niemand schuld war, da dieses Missgeschick von Gott gewollt war. Die anwesenden Leute waren erstaunt über die Weisheit des Prinzen, der mit Verweis auf die Geschichten Der Sandelholzhändler und der Spitzbube (ANE 205), Der Lüstling und der dreijährige Knabe (ANE 206), Der gestohlene Geldbeutel (ANE 207) Bescheidenheit zeigte.
Nun erzählte der Prinz erstmals, was sich zwischen ihm und der Sklavin zugetragen hatte und der König gab seinem Sohn die Entscheidung darüber, was mit der verleumderischen Sklavin geschehen solle. Dieser entschied die Sklavin zu verbannen und lebte fortan glücklich mit seinem Vater zusammen.

### Alternatives Ende nach der Breslauer Edition
Nach der Breslauer Ausgabe wandte sich der König, nachdem sein Sohn ihm seine Version der Geschichte erzählt hatte, an das Volk und fragte es, wie die Sklavin für ihre Freveltat hingerichtet werden solle. Diese trat jedoch vor den König und erklärte, dass es ihr so erginge, wie dem Fuchs in der Geschichte Der Fuchs und das Volk (ANE 208). Da bekam der König Mitleid und er verzieh der Sklavin und legte das Urteil in die Hände seines Sohnes und auch dieser verzieh der Sklavin, die nun verbannt wurde. Nun erhob sich der König von seinem Thron und erklärte, dass er aufgrund seines hohen Alters abdanken und sein Sohn zum Nachfolger ernennen werde. Die anwesenden Leute schworen dem neuen König die Treue.

## Hintergrund

### Textgeschichte
Die Geschichte findet sich in den ägyptischen Handschriften und den frühen Druckausgaben von Tausendundeine Nacht, darunter in Bulaq I, der Breslauer Ausgabe, Kalkutta-II und dem Reinhardt-Manuskript. Für ihre Übersetzungen griffen Max Habicht auf die Breslauer Ausgabe und Richard Francis Burton und Enno Littmann auf die Kalkutta-II-Ausgabe zurück.

### Textversionen
Die Breslauer Ausgabe bzw. deren deutsche Übersetzung von Max Habicht weicht in Details des Ablaufs von der Kalkutta-II-Fassung ab.

### Erzählmotiv
Das Erzählmotiv, dass die Verführerin nach ihrer Zurückweisung den keusch gebliebenen Mann der (versuchten) Vergewaltigung beschuldigt, findet sich in anderen Erzählungen, etwa der biblischen Geschichte von Josef und der Frau von Potifar.

## Ausgaben
- Max Habicht: Tausend und eine Nacht – Arabische Erzählungen, F.W. Hendel Verlag, Leipzig 1926, 12 Bände (Erstausgabe 1824–1843, Breslauer Edition und Tunesische Handschrift), Band 11, S. 155–225.

- Enno Littmann: Die Erzählungen aus den tausendundein Nächten, Karl Insel Verlag, Frankfurt 1968 (Erstausgabe 1922–1928), 6 Bände (Kalkutta-II-Edition), Band 4, S. 259–371.